# 후지미역
후지미역(일본어: 富士見駅, ふじみえき)은 일본 나가노현 스와군 후지미정에 있는 동일본 여객철도 주오 본선의 역이다.
특급 슈퍼 아즈사 호는 전부 통과하며, 아즈사 호는 일부 정차한다.

## 타는 곳
| 1 | ■주오 본선 | 가미스와・시오지리・마쓰모토 방면       |
| 2 | ■주오 본선 | 상하행 대피선                           |
| 3 | ■주오 본선 | 고부치자와・고후・하치오지・신주쿠 방면 |

## 인접역
| 동일본 여객철도 주오 본선  | 동일본 여객철도 주오 본선 | 동일본 여객철도 주오 본선  |
| -------------------------- | ------------------------- | -------------------------- |
| 시나노사카이 다치카와 방면 | ■ 주오 본선 보통          | 스즈란노사토 마쓰모토 방면 |